# Мюльсан, Этьен
Этьен Мюльсан (фр. Étienne Mulsant; 2 марта 1797 — 4 ноября 1880) — французский энтомолог и орнитолог.

## Биография
В 1817 году он стал мэром города Сен-Жан-ла-Бюсьер. В 1827 году он стал, как и его отец и дедушка, мировым судьей.
В 1830 году он переехал в Лион. В 1839 году он получил должность помощника библиотекаря, а затем, с 1843 по 1873 годы, он работал преподавателем естествознания в гимназии.
Начиная с 1840 года, были опубликованы его труды о земляных блошках «Histoire naturelle des coléoptères de France».
С  (1810—1868) он составил Histoire naturelle des punaises de France с 1865 по 1879. Он показывает также учебные труды о зоологии или геологии.
Два года Мюльсан работал с Жюль-Пьером Верро (1807—1873) и Жаном-Батистом Эдуардом Верро. Результатом их сотрудничества стал каталог колибри «Essai d'une classification méthodique des trochilidés ou oiseaux-mouches» (1866). Основой для труда послужила коллекция Музея естественной истории в Париже. В 1868 году выходит следующая работа по орнитологии «Lettres à Julie sur l'ornithologie». Совместно с Эдуардом Верро он опубликовал пятитомный монументальный труд о колибри под названием «Histoire naturelle des Oiseaux Mouches ou Colibris constituant la famille des Trochilidés», иллюстрированный 118-ю прекрасными литографиями . Несколько лет Мюльсан был членом Линневского общества Лиона, и одно время даже его президентом.
Мюльсан впервые научно описал многие семейства, роды и виды животных.